# Burg Siewierz

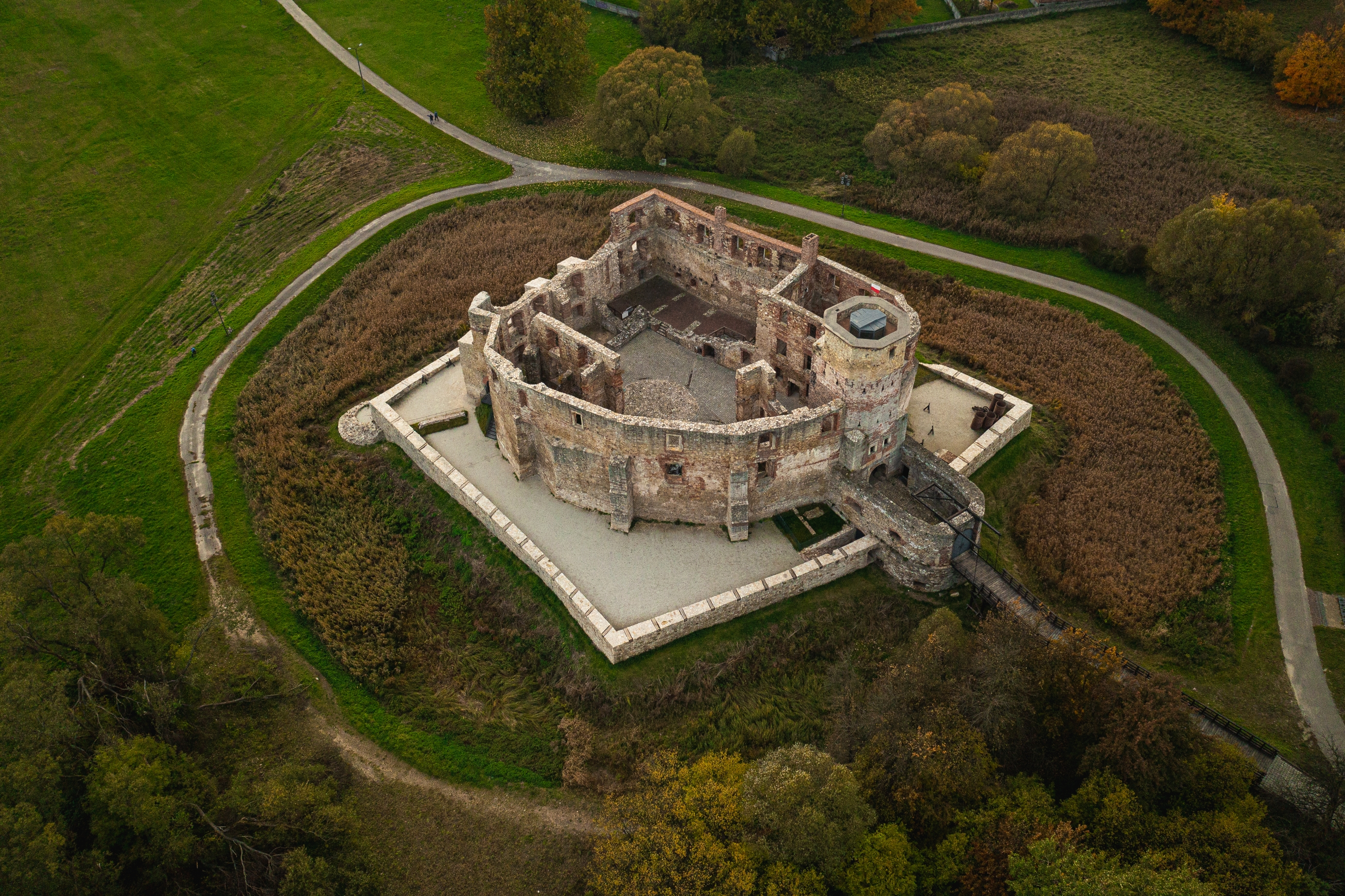
Burg Siewierz

Die Bischofsburg Siewierz (polnisch: Zamek biskupi w Siewierzu) ist eine Burgruine in Siewierz im Gebirgszug des Krakau-Tschenstochauer Juras auf einer künstlichen Insel des Flusses Czarna Przemsza. Die Burg gehört zu den Adlerhorst-Burgen, die im 14. Jahrhundert die Grenze zwischen dem Königreich Polen und dem Heiligen Römischen Reich sicherten. Später kam sie an die Krakauer Bischöfe. Sie liegt heute in der Woiwodschaft Schlesien, gehört jedoch historisch zu Kleinpolen.

## Geschichte
Als der Ort 1276 das Stadtrecht erhielt, bestand die Burg bereits und war Sitz von eigenen Kastellanen. Der Bergfried geht auf das 13. Jahrhundert zurück und wurde entweder von Herzog Ladislaus von Oppeln-Ratibor oder von dessen Sohn Herzog Mieszko von Teschen errichtet. Die Burg wurde im 14. Jahrhundert von den Herzögen von Teschen bzw. Beuthen ausgebaut, insbesondere von Kasimir von Teschen. Wenzel von Teschen verkaufte die Burg mit dem ganzen Herzogtum Siewierz an den Krakauer Bischof Kardinal Zbigniew Oleśnicki. Die Krakauer Bischöfe erhielten seither auch den Titel der Herzöge von Siewierz. Das Herzogtum erhielt innerhalb von Polen-Litauen einen Sonderstatus mit eigener Verwaltung, eigenem Parlament, eigenem Heer und eigener Münze. Die Burg blieb Sitz des Herzogtums und wurde von den Krakauer Bischöfen ausgebaut. Der Bischof Jan Rzeszowski ließ die Burg in der zweiten Hälfte des 15. Jahrhunderts ausbauen. Die Bischöfe Jan Konarski, Peter Tomicki, Andrzej Zebrzydowski und Filip Padniewski ließen die Burg im 16. Jahrhundert zu einem Renaissance-Schloss umbauen. 1575 ließ der Bischof Franciszek Krasiński die Festungsanlagen modernisieren. Während der Schwedischen Sintflut blieb das Herzogtum Siewierz formell neutral, wurde dennoch von den Schweden besetzt, als Hetman Stefan Czarniecki hier polnisch-litauische Truppen stationierte. Die Bischöfe Jan Małachowski und Konstanty Felicjan Szaniawski ließen das Schloss am Übergang des 17. zum 18. Jahrhundert barockisieren. Nach einem Brand Mitte des 17. Jahrhunderts wurde das Schloss unter Bischof Kajetan Sołtyk restauriert. Der Große Sejm inkorporierte 1790 das Herzogtum Siewierz nach Polen ein und der Bischof Feliks Paweł Turski verließ das Schloss, das zunächst leer stand. Es wurde noch in den Napoleonischen Kriegen militärisch genutzt, wurde 1807 jedoch endgültig verlassen und verfiel im 19. Jahrhundert. Die Burgruine wurde nach dem Zweiten Weltkrieg erstmals wieder restauriert. Ab 1999 wurden die Arbeiten wieder aufgenommen.